# Gowanda
Gowanda és una població dels Estats Units a l'estat de Nova York. Segons el cens del 2000 tenia 2.842 habitants.

## Demografia
Segons el cens del 2000, Gowanda tenia 2.842 habitants, 1.161 habitatges, i 667 famílies. La densitat de població era de 685,8 habitants/km².
Dels 1.161 habitatges en un 27,4% hi vivien nens de menys de 18 anys, en un 40,1% hi vivien parelles casades, en un 12,5% dones solteres, i en un 42,5% no eren unitats familiars. En el 36,7% dels habitatges hi vivien persones soles el 17,7% de les quals corresponia a persones de 65 anys o més que vivien soles. El nombre mitjà de persones vivint en cada habitatge era de 2,26 i el nombre mitjà de persones que vivien en cada família era de 2,98.
Per edats la població es repartia de la següent manera: un 23,5% tenia menys de 18 anys, un 6,8% entre 18 i 24, un 26% entre 25 i 44, un 20,1% de 45 a 60 i un 23,6% 65 anys o més.
L'edat mediana era de 41 anys. Per cada 100 dones de 18 o més anys hi havia 82,5 homes.
La renda mediana per habitatge era de 29.565 $ i la renda mediana per família de 39.094 $. Els homes tenien una renda mediana de 32.279 $ mentre que les dones 25.281 $. La renda per capita de la població era de 16.323 $. Entorn del 9,5% de les famílies i el 14,4% de la població estaven per davall del llindar de pobresa.